# Либерман, Семён Петрович
Семён Петрович Либерман (псевдоним Семён Гаврин; 19 декабря 1901, Ковель — 3 июня 1975, Москва) — русский советский поэт, прозаик и переводчик, редактор.

## Биография
С 1921 по 1928 годы учился и работал в Берлине, где входил в состав поэтической группы «4+1» с Вадимом Андреевым, Анной Присмановой, Владимиром Сосинским и Георгием Венусом. Редактировал журнал «Russische Rundschau». Некоторые его стихи, например, «О, мы умрём, — кидай венок…», Струнный шторм, Радио были опубликованы в газете Накануне (1924).
Вёл переписку со многими деятелями русской культуры (Борис Пастернак, Илья Эренбург).
В послевоенные годы в Москве переводил прозу Артура Шницлера, Бертольда Ауэрбаха, поэзию Фридриха Гёльдерлина и др.
Ранние стихи печатал под своим именем, в дальнейшем использовал псевдоним Семён Гаврин.
Умер в 1975 году. Прах захоронен в колумбарии на Николо-Архангельском кладбище.

## Галерея

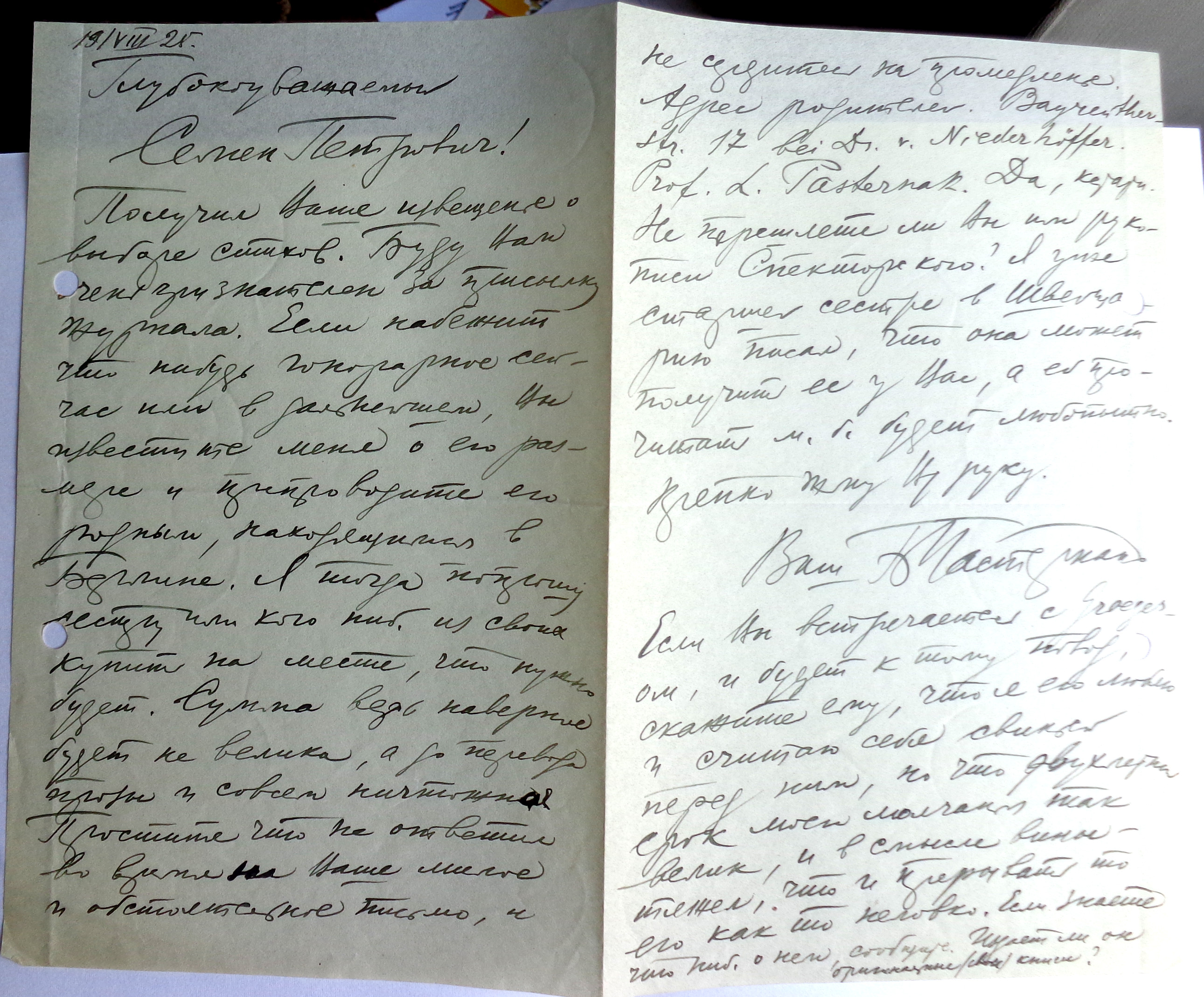
Письмо Бориса Пастернака к Семёну Либерману
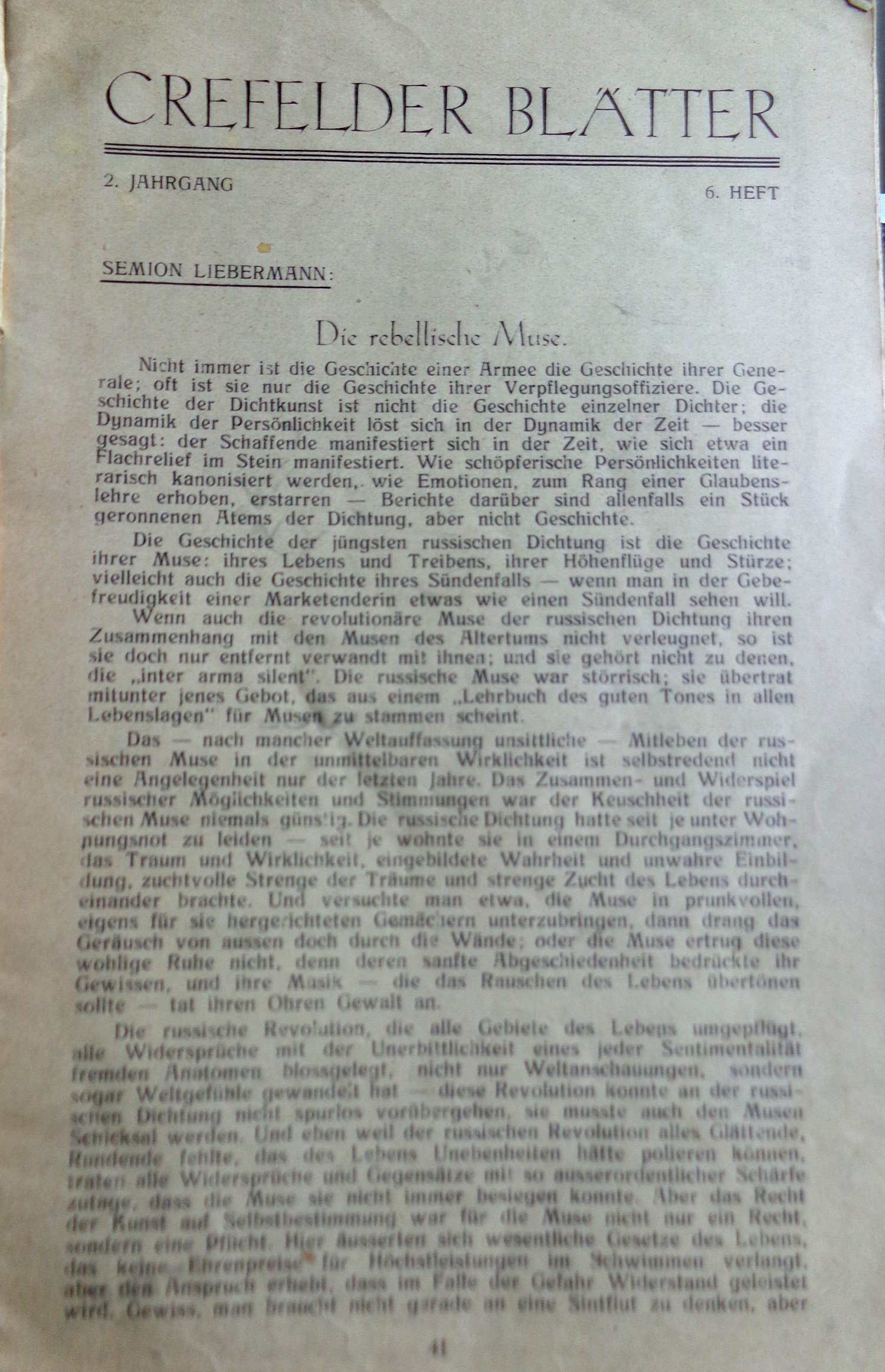
Семён Либерман. Статья «Crefelder Blaetter»
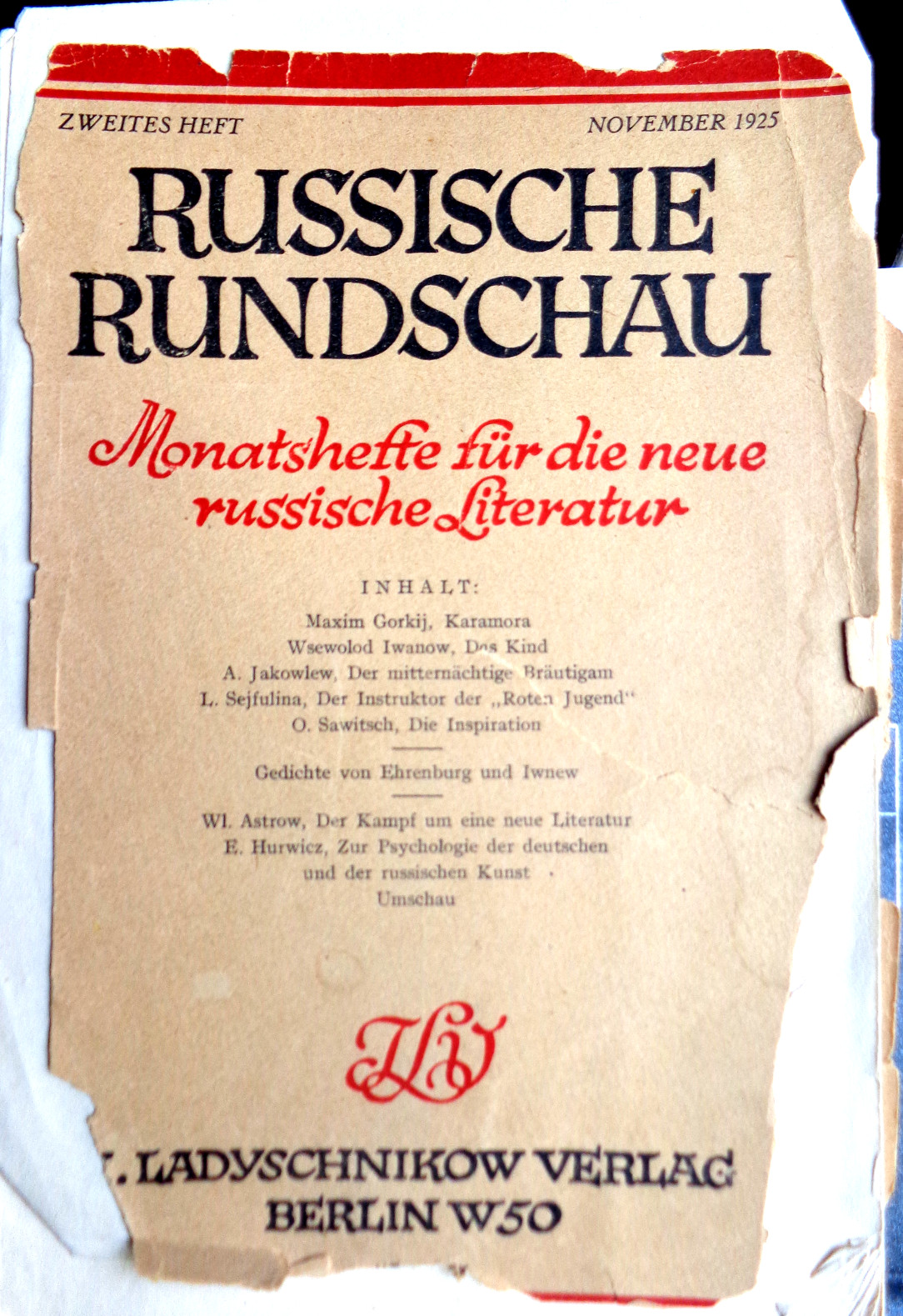
Russische Rundschau November 1925 (журнал, издаваемый Семёном Либерманом)
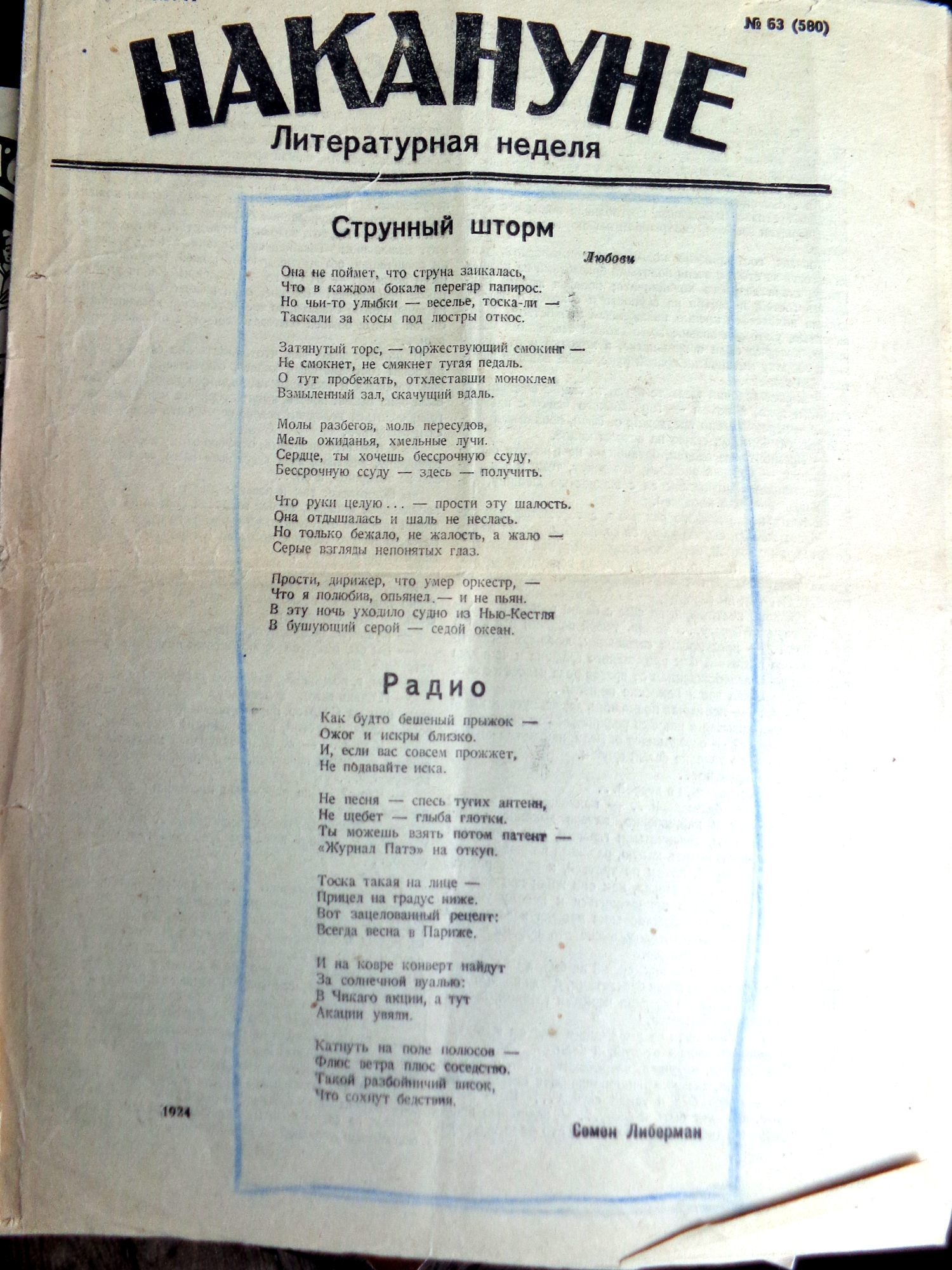
Семён Петрович Либерман. Стихи в газете «Накануне» (1924)